# Цветана Киранова
Цветана Станева Николова по мъж „Киранова“ е българска учителка, общественика, една от деятелките на кооперативното движение в България, политик от БКП и БЗНС.

## Биография
Родена е на 27 август 1902 в ловешкото село Торос. Учи в гимназията в Тетевен, но през 1919 г. се прехвърля в педагогическото училище в Ловеч. Там става член на ДСНМ. След завършването става учителка в село Липница. От 1923 г. е член на БКП. На 25 май 1925 г. е арестувана в Оряхово и уволнена като учителка със забрана да преподава във всички училища в Царство България. След това работи на различни работи, за да се издържа в родното си село и в София. Омъжва се за д-р Прокопи Киранов, адвокат по професия, доктор по икономика. През 1927 г. взема участие в конгресите на БЗНС и БЗМС. Избрана е за член на УС на младежкия земеделски съюз. След това е секретарка на Софийската женска земеделска дружба до 1934 г. Член е на Българския женски съюз. През 1941 г. става свръзка на Окръжния комитет на БКП в Червен бряг. След това е ятак на Червенобрежкия партизански отряд. През 1944 г. при създаването на Българския народен женски съюз е негова секретарка. През 50-те години е създаден Комитет на българските жени, чийто секретар е Киранова. Депутат в VI ВНС, XXVI ОНС и I НС. Член на НС на ОФ. Общински съветник в София. От 1945 до 1948 г. е кандидат-член на ЦК на БКП.